# Potok Ornitologów
Potok Ornitologów (ang. Ornithologists Creek) – potok na Wyspie Króla Jerzego.
Rozpoczyna bieg na południowych stokach masywu Pingwinisko w pobliżu Polskiej Stacji Antarktycznej im. H. Arctowskiego, po czym płynie na południowy zachód wzdłuż północno-zachodniej krawędzi Lodowca Ekologii. Po południowej stronie stoku Ubocz odchodzi rozdziela się na dwie odnogi: Vanishing Creek i Czech Creek.
Nazwa pochodzi od amerykańskich ornitologów W. Trivelpiece'a i N. Volkmana, goszczących na polskiej stacji antarktycznej latem 1977/1978 roku.
Potok znajduje się na terenie Szczególnie Chronionego Obszaru Antarktyki "Zachodni brzeg Zatoki Admiralicji" (ASPA 128).